# Liste von Goldmuseen
Diese Liste von Goldmuseen erfasst möglichst viele Museen in aller Welt, die sich dem Thema Gold widmen. Sie ist nach Ländern geordnet. Innerhalb der einzelnen Länder erfolgt die Sortierung alphabetisch nach den Ortsnamen. Die Liste erhebt keinen Anspruch auf Vollständigkeit.

## Australien
- Sovereign Hill, eine rekonstruierte Goldgräberstadt bei Ballarat

## Costa Rica
- Museo del Oro Precolombino

## Deutschland
- Forum Gesseler Goldhort in Syke
- Gold- und Mineralien-Erlebnisstätte Hohwald, OT Berthelsdorf, Neustadt/Sachsen[1]
- Vogtländisches Goldmuseum und Naturalienkabinett[2] in Limbach, OT Buchwald i. V.
- Goldmuseum Theuern in Schalkau
- Goldkammer Frankfurt[3][4]

## Finnland
- Goldmuseum in Tankavaara (Sodankylä#Museen )

## Italien
Museo dell'oro

## Kolumbien
- Museo del Oro

Regionale Zweigmuseen des Museo del Oro:
- Museo del Oro Quimbaya in Armenia
- Museo del Oro Calima in Cali
- Museo del Oro Zenú in Cartagena de Indias
- Museo del Oro Nariño de Ipiales in Ipiales
- Museo del Oro en Manizales in Manizales
- Museo del Oro Nariño in Pasto
- Museo del Oro Tairona in Santa Marta

## Rumänien
- Goldmuseum in Brad (Hunedoara)[5]

## Schweiz
- Helvetisches Goldmuseum Schloss Burgdorf[6]
- Goldmuseum in Gondo[7]

## Taiwan
- New Taipei City Gold Museum

## Ungarn
- Zelnik István Southeast Asian Gold Museum in Budapest[8]

## USA
- Gold Museum Dahlonega in Georgia